# Percheron
Il Percheron è una razza equina francese, ha origine nella valle del fiume Huisne, che sorge nell’Orne, parte della provincia della Perche nel nord della Francia, da cui prende nome la razza. Viene allevato nell'area a ovest e sud-ovest di Parigi. Esso ha subito immissioni di sangue arabo. Il Percheron è probabilmente la razza pesante più conosciuta e più diffusa del mondo per l’agricoltura e come cavallo da carrozza. Tra i cavalli da tiro pesante è uno dei più eleganti, con movimenti equilibrati, sciolti, liberi e spettacolari. Ha una grande prestanza atletica nonostante la mole. Sono molto intelligenti e tranquilli. Ne esistono due varietà: il tipo piccolo e il tipo grande.
Di solito hanno un mantello grigio o morello.

## Storia
Fu creata da un gruppo di agricoltori. La razza ebbe origini da fattrici persiane accoppiate con stalloni normanni, danesi, inglesi e tedeschi.  Il “vero” Percheron nasce nei quattro dipartimenti di Sarthe, Eure-et-Loir, Loir-et-Cher e Orne. L’eleganza della testa e il mantello vellutato del Pecheron, stanno a testimoniare il notevole apporto di sangue orientale di cui ha goduto a partire dall’VIII secolo grazie ai cavalli catturati dai Saraceni dopo la sconfitta di Poitiers e da quelli importati dal conte di Perche dalla Spagna e dal conte di Rotrou III che importò gli stalloni dalla Castiglia. Il piccolo Percheron, detto anche Pecheron Postier, è ormai praticamente inesistente mentre il grande ha superato indenne la Rivoluzione moderna nel settore dei trasporti e dell’agricoltura, dopo essere stato usato in passato nel traino degli omnibus cittadini e in altri lavori pesanti.

Nel 1883 è stata fondata la Société Hippique Percheronne, che ha istituito lo Stud Book della razza. In Gran Bretagna, il Percheron fu introdotto in occasione della prima guerra mondiale. Nel XVII secolo i cavalli di Perche, gli antenati degli attuali Percheron, erano più piccoli, tra 152 e 163 cm di altezza, e più agili. Questi i cavalli erano quasi uniformemente grigi, che erano preferiti perché la loro colorazione chiara era più visibile di notte. Questo nuovo tipo di cavallo fu chiamato Diligence Horse. Il tipo moderno di Percheron è più alto, più pesante; in passato è stato usato nell'agricoltura e trasporti pesanti di merci dalle banchine ai terminal ferroviari.

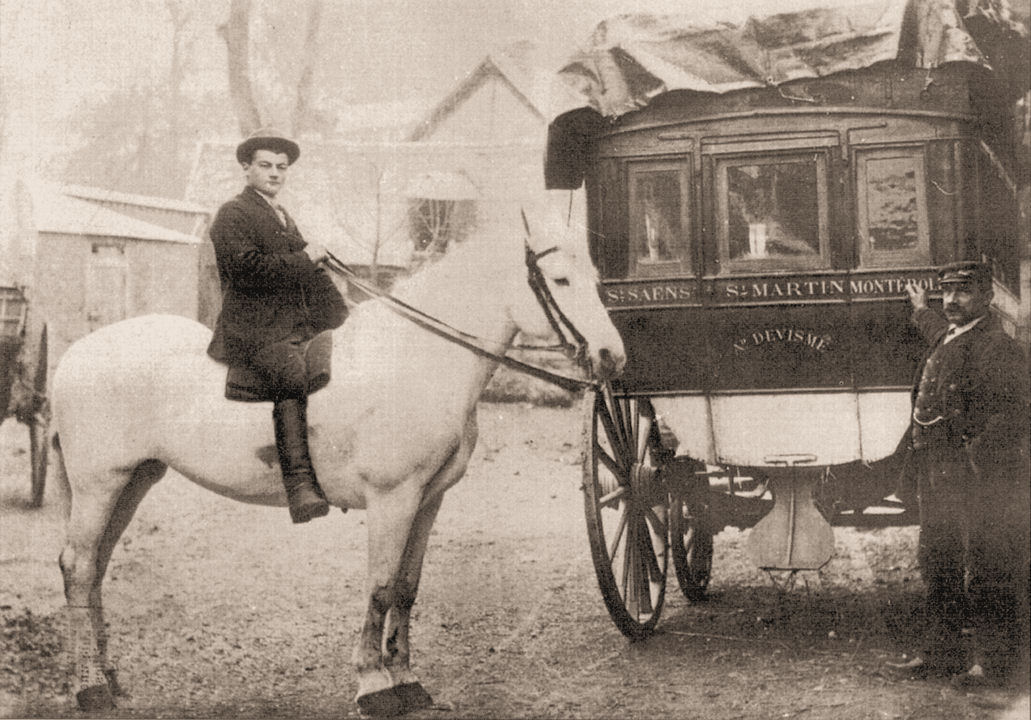
Percheron nella storia

### XIX secolo Francia
A partire dal 1760 Gli stalloni arabi sono stati messi a disposizione degli allevatori di Percheron per la riproduzione con lo stallone reale di Le Pin. Tra il 1789 e l'inizio del 1800, il Percheron era in pericolo di estinzione, perché il suo allevamento fu soppresso durante la Rivoluzione francese. A quel tempo la razza divenne più grande, grazie all’incrocio con cavalli provenienti da altri distretti francesi, importati a Perche per cambiare il Percheron da cavallo da carico (540–640 kg) a un cavallo da tiro (910 kg). Nel 1893, fu creato lo stud book di Percheron in Francia. Nel 1910, le registrazioni francesi erano salite a quasi 32.000 cavalli. Tra il 1880 e il 1920, gli allevatori di Percheron in Francia esportavano cavalli in tutto il mondo, incluso il Sudafrica, il Sud America, Australia e Nord America.

### Negli Stati Uniti e in Gran Bretagna
I Percheron furono importati per la prima volta negli Stati Uniti nel 1839, sebbene solo uno dei primi quattro cavalli è sopravvissuto al viaggio sull'oceano. Poco dopo furono importati due stalloni e due cavalle; una giumenta morì dopo l'arrivo e uno stallone è diventato cieco. Sebbene le prime importazioni di Percheron hanno avuto poco successo, lo stallone rimanente, chiamato Diligence, ha avuto una prole di quasi 400 puledri. Nel 1851 furono importati tre stalloni: Normandia 351, Luigi Napoleone 281 e Grey Billy. Durante tutta la loro carriera, ognuno di loro ebbe un'influenza significativa sul cavallo da tiro americano. Nella metà del diciannovesimo secolo negli Stati Uniti, gli stalloni di Percheron furono incrociati con le fattrici locali per migliorare il ceppo. Dopo la guerra civile americana nel 1860 fu notevolmente ridotto il numero di cavalli. Essendoci un significativo bisogno di grandi cavalli da tiro, soprattutto nelle città in crescita, un gran numero di Percheron furono importati e nel 1870 divennero popolari come stalloni e fattrici. L’importazione durò fino al 1893, quando gli Stati Uniti subirono una crisi finanziaria; la povertà portò alla perdita di molti cavalli esistenti. Tra il 1898 e il 1905, le importazioni iniziarono di nuovo bruscamente come erano cessate, con una media di 700 cavalli importati all'anno, fino ad arrivare ad oltre 13.000 nel 1906; il paese importatore era prevalentemente la Francia. Nei circhi americani itineranti della fine del XIX secolo e dell'inizio del XX secolo, il Percheron era il cavallo da tiro più frequentemente usato. Nel 1876, l'Associazione Norman-Percheron fu formata da un gruppo di allevatori di Percheron a Chicago. Più tardi, con la crisi del 1893, l'Associazione Percheron andò in bancarotta e cessò di funzionare. Nel 1905, gli allevatori di Percheron si sono incontrati di nuovo per riformare la Percheron Society of America che dal 1934 ha preso il nome di Percheron Horse Association of America.
All'inizio del ventesimo secolo, l'organizzazione era la più grande associazione di cavalli da tiro al mondo, registrando oltre 10.000 cavalli annualmente.
Alla fine del XIX secolo, i Percheron iniziarono ad essere esportati dagli Stati Uniti alla Gran Bretagna, dove erano abituati a trainare omnibus. Altri cavalli importati furono venduti all'esercito inglese e 325 cavalli furono spediti in Sudafrica nel 1900 per essere usati nella Guerra dei Boeri.

### XX e XXI secolo
All'inizio del XX secolo, il Percheron era una delle quattro principali razze di cavalli da tiro con il Belga, il Clydesdale e la Contea. Prima della prima guerra mondiale, esisteva una fiorente rotta commerciale per Percheron tra Nogent-le-Rotrou, Le Havre e gli Stati Uniti. Tuttavia, dopo l'inizio della guerra, fu posto un embargo sui Percheron francesi, impedendogli l'esportazione; tranne un'eccezione nell'aprile 1916 per consentire la spedizione di 59 cavalli dalla Francia agli Stati Uniti, questo embargo è rimasto in vigore fino alla fine della guerra. L’embargo ha limitato sia l’esportazione che l’allevamento del Percheron, oltre che il suo utilizzo militare. Anche dopo l’abolizione dell'embargo la Francia non ha avuto la qualità e la quantità di risorse per soddisfare i bisogni degli allevatori americani. L'embargo ha creato un boom di allevamento negli Stati Uniti, sostituendo la pratica precedente di importazione. Tra il 1918 e il 1922, oltre 350 Percheron furono importati dalla Francia con degli stock provenienti dagli Stati Uniti e dal Canada, sono stati usati come riproduttori per ristabilire la razza nel paese. Nel 1918, fu fondata la British Percheron Horse Society. Gli allevatori e proprietari britannici continuarono a importare Percheron dalla Francia, e occasionalmente dal Canada.
Negli anni '30, i Percheron rappresentavano oltre il 70% dei cavalli da tiro purosangue negli Stati Uniti. Un censimento di cavalli nel 1930 ha calcolato oltre 33.000 Percheron negli Stati Uniti, con la successiva razza più popolare, il Belga, con una popolazione di circa 10.000. Uno storico attribuisce questa popolarità alla forza, energia, attività, robustezza e resistenza della razza.
Dopo la seconda guerra mondiale, l'aumento della meccanizzazione ha spinto a un declino nella popolazione di Percheron. Nel 1954, solo 85 Percheron furono registrati negli Stati Uniti, un record basso. Gli anni '50, '60 e primi anni '70 furono anni bui per la popolazione americana di Percheron; gli allevamenti sono stati ridotti a poche aziende agricole. Questi allevatori tennero viva la popolazione americana, anche se negli anni '80 videro un rinnovato interesse per la razza. Anche i Percheron francesi furono duramente colpiti dall'avvento della meccanizzazione. Gli stalloni più grandi e più pesanti sono stati selezionati per la riproduzione.
Nel 1989 al Congresso mondiale di Percheron, gli allevatori francesi hanno capito che avevano bisogno di una razza più leggera per il turismo, mentre in Giappone per forza lavoro e altri mercati. Nel 1993, una tendenza di importazione di stalloni americani dalla Francia iniziò con lo stallone nero Silver Shadows Sheik. Questo stallone e altri erano usati per creare un aspetto più elegante e più piccolo nel Percheron francese, pur mantenendo la tradizionale struttura ossea e del piede. Tutti gli stalloni importati erano neri, facendo rivivere la popolarità del Percheron nero in Francia. Gli allevatori francesi continuarono a importare stalloni Percheron allevati in America per produrre puledri più leggeri, diversi dai cavalli più pesanti da carne del tardo XX secolo. Sempre nel 1993, il Société Hippique Percheronne ha anticipato il divieto dei mercati turistici, che non era vietato per altre razze fino al 1996. Questo era in parte su richiesta dei tedeschi, e in parte a causa dell'influenza di riviste come Cheval.
Nel 1988, c'erano 1.088 Percheron negli Stati Uniti, successivamente saliti a 2.257 nel 1998.
A partire dal 2009, il Percheron Horse Association of America aveva cavalli registrati in tutti i 50 stati e aveva quasi 3.000 membri, con circa 2.500 nuovi cavalli registrati ogni anno. La Société Hippique Percheronne de France (Percheron Horse Society of France) ha registrato tra 750 e 885 cavalli all’anno tra il 2007 e il 2010.

### Augeron
L'Augeron, noto anche come Caen o Virois, fu sviluppato dal Percheron durante il XIX secolo e fu reintegrato nel Percheron negli anni '60. Allevato principalmente nella regione Pays d’Auge, in precedenza aveva il suo libro genealogico, registrato dalla Société hippique du trait augeron. Gli Augeron sono di colore grigio chiaro, alti, forti, ben costruiti e energici. Sono stati notati più volte per la loro omogeneità, bellezza, e l’alto valore.
Hanno un'altezza di 158–170 cm, ma i cavalli allevati sono noti per essere più piccoli dello standard.
La Société hippique du trait Augeron, o Augeron Horse Society, è stata fondata nel 1913 dagli allevatori di Auge per registrare questi cavalli in un registro di razza.

## Libro genealogico
Il libro genealogico, conosciuto anche con il termine inglese Stud Book, della razza Percheron risale al 1883 e dal 1966 raggruppa anche i soggetti appartenenti a una serie di razze locali, che dal Percheron hanno tratto origine. Si tratta del Trait Augeron, del Trait de la Loire, del Trait Berrichon, della regione di Berry, del Trait du Maine, del Gros Trait Nivernais, del Trait de la Saône-et-Loire, del Trait Bourdonnais. Lo Stud Book è tenuto dalla Société Hippique Percheronne e dal 1911 è aperto ai soli soggetti che presentino entrambi i genitori iscritti. Successivamente nacque il desiderio di proteggere la zona geografica di origine dell’allevamento di cavalli Percheron: solo gli animali nati nei pressi del Perche avevano il diritto di registrarsi nel stud book, e quindi usare il nome di Percheron. Questa limitazione escludeva diverse popolazioni vicine di cavalli nati fuori da Perche, come il Maine e l'Augeron. Negli Stati Uniti dal 1878 esiste la Percheron Society of America con un suo Stud Book. Anche in Gran Bretagna, ove il Percheron fu introdotto in occasione della prima guerra mondiale, dal 1919 esiste uno Stud Book della razza.

## Morfologia
I colori più diffusi del mantello, formato da pelo fine e corto, sono grigio generalmente pomellato, mentre il morello e il roano si riscontrano più raramente. Grigio pomellato e morello sono gli unici a essere accettati dallo Stud Book inglese, mentre quello francese accetta anche roano e sauro. Molti cavalli hanno segni bianchi sulle loro teste e gambe, ma i registri considerano il bianco eccessivo indesiderato.

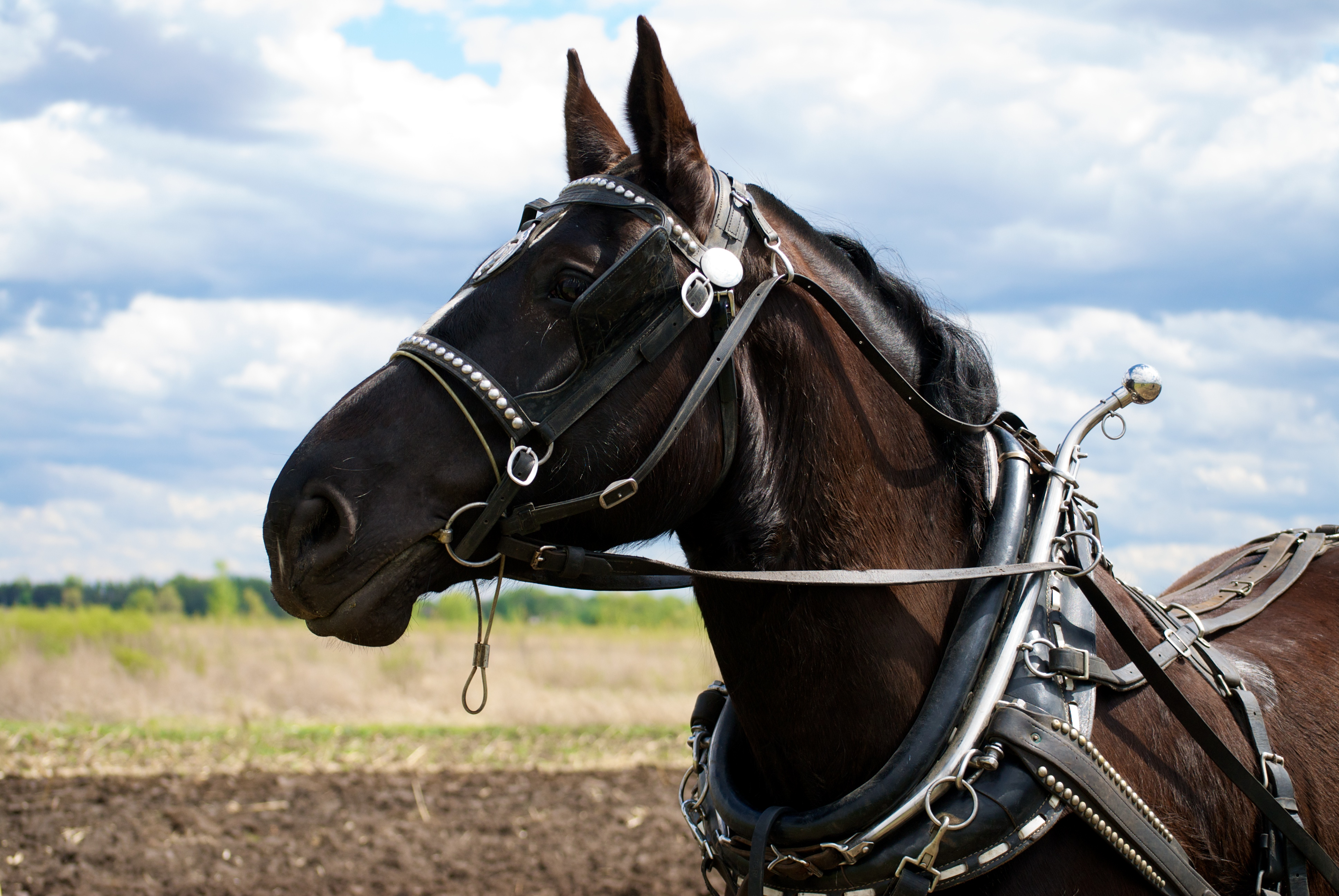
morfologia della testa del Percheron

La testa, bella, espressiva è piccola in confronto alla mole; ha profilo rettilineo, con ganasce robuste, fronte larga e squadrata, occhi prominenti e vigili; le orecchie sono di media lunghezza e molto attente; il naso è piatto, con narici molto ampie e aperte. Il collo è di discreta lunghezza, muscoloso, ben attaccato, con abbondante e folta criniera. Il garrese è piuttosto rilevato, caratteristica che si riscontra raramente nelle altre razze da tiro. La linea dorso-lombare è breve e, talvolta, insellata, soprattutto nelle femmine. La groppa, quasi sempre doppia, è ampia e arrotondata. L’attacco della coda, molto fluente, è un po’ basso. Le spalle, ben arretrate e con notevole inclinazione, consentono movimenti liberi e sciolti. Il petto è molto aperto, il torace largo e ampio, con costole molto marcate. Gli arti sono forti e muscolosi; gli avambracci sono di media lunghezza e ben inseriti nelle spalle possenti; gli stinchi si presentano corti e robusti; i garretti sono larghi, con articolazioni spesse ed eccezionalmente robuste; i tendini sono solidi e resistenti. I pastorali sono corti e formano insieme agli arti angoli piuttosto aperti. I piedi sono grandi, con unghia di colore nero-bluastro; il ciuffo che ricopre i nodelli si presenta piuttosto ridotto, ciò rende questa razza meno vulnerabile alle affezioni cutanee degli arti.

## Utilizzo

### XX secolo
In passato il Percheron è stato un grande cavallo da battaglia, grazie alla sua caratteristica di avere poco pelo sulle gambe e alla sua versatilità rispetto ai veicoli a motore. È anche stato utilizzato per la caccia, ha tirato carrozze e ha lavorato nelle fattorie di campagna. Il Percheron dalla mole più grande è stato il cavallo ideale per le diligenze e i carri postali; nel 1905 la sola compagnia degli omnibus di Parigi possedeva ben 13.770 Percheron. Già nel 1839 la razza conobbe grande diffusione anche all’estero, soprattutto quando i Percheron vennero esportati nel continente americano, in Australia e in Sudafrica. Gli Stati Uniti divennero così il mercato principale. Tra il 1918 e il 1922 giunsero in Inghilterra 36 stalloni e 321 fattrici, che furono capostipiti dello Stud Book britannico tenuto dalla British Percheron Horse Society. Questo ogni anno organizza a Cambridge un’esposizione con classifiche e premi per i soggetti migliori. Ma già in un periodo antecedente al primo conflitto mondiale la razza era presente oltre la Manica per essere impiegata al traino degli omnibus di Londra.

### XXI secolo
Oggi il Percheron è utilizzato in molti parchi e oasi naturali protette attaccato ai carri per il trasporto di turisti e, come altre razze da tiro, è utilizzato anche in Francia per la produzione di carne.

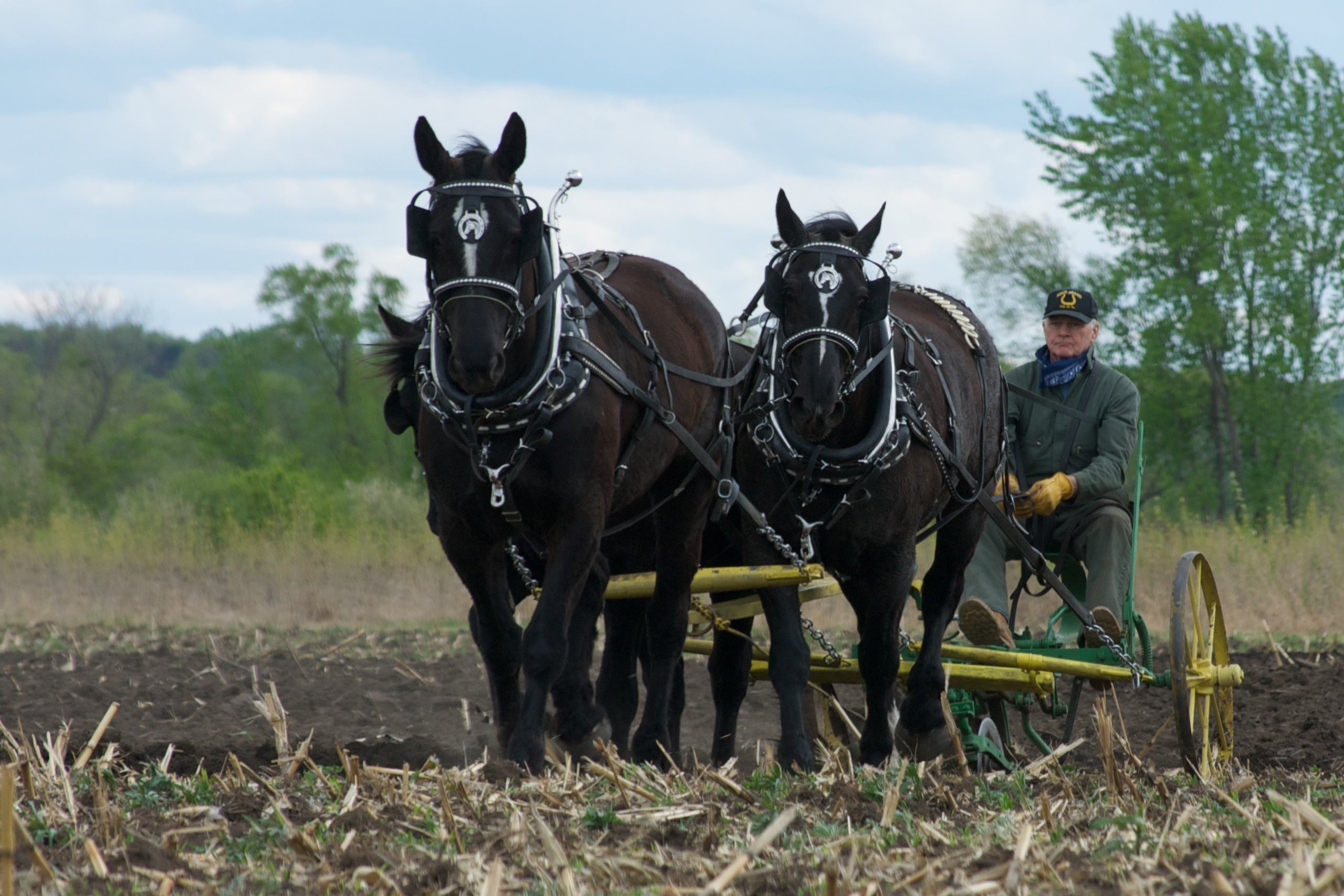
Percheron utilizzato per i lavori agricoli

Grazie ai suoi antenati orientali si adatta facilmente alle più diverse condizioni climatiche; oltre che nei Paesi già menzionati è stato asportato anche in Canada, in Giappone e persino nelle Isole Falkland, dove è stato incrociato il Criollo. Sono stati usati per migliorare sia i cavalli Ardennesi e Vladimir Heavy Draft che per creare la razza spagnolo-normanna, un incrocio tra l'Andaluso e il Percheron. La più grande squadra di Percheron che lavora in Europa si trova a Disneyland Paris, dove la razza costituisce il 30% dei cavalli nel parco e i cavalli lavorano per tirare i tram sulla strada principale del parco. Una delle più famose squadre di cavalli negli Stati Uniti è l'attacco di Heinz di Percheron, apparso più volte alla Tournament of Roses Parade.  In Gran Bretagna, il Percheron viene utilizzato per pubblicità, nonché per la selvicoltura e il lavoro agricolo. Sono incrociati con cavalli più leggeri per aumentare le dimensioni di queste razze più piccole. Anche i Percheron di razza sono guidati, e alcuni si sono dimostrati utili nel salto ostacoli. I Percheron incrociati sono stati usati con successo in dressage. Sia nelle Isole Falkland che nell'Australia settentrionale, i Percheron sono stati incrociati con fattrici locali, principalmente Criollo nelle Falklands, per produrre cavalli più grandi con una maggiore resistenza. Questi cavalli di razza incrociata sono ampiamente utilizzati sia nel clima sub-antartico delle Falkland che nel clima sub-tropicale dell'Australia per il bestiame da lavoro. In Australia sono anche incrociati con purosangue da utilizzare come cavalli da polizia montati. Nel 1978, il primo Congresso mondiale di Percheron si tenne in Gran Bretagna e da allora si tiene ogni anno. Sebbene la maggior parte degli spettacoli si siano tenuti in Nord America, quattro si sono svolti in Francia, nel 1980, nel 1989, nel 2001 e nel 2011. Ogni anno, a luglio, si tiene lo spettacolo nazionale di razza francese ad Haras du Pin.